# 第3回クリティクス・チョイス・アワード
第3回クリティクス・チョイス・アワード（3rd Critics' Choice Awards）は、放送映画批評家協会が主催する映画賞。1997年の映画作品を対象とし、1998年1月20日に受賞作品が発表された。

## 受賞結果

### トップ10作品
※原題のアルファベット順
1. 『アミスタッド』
2. 『恋愛小説家』
3. 『ブギーナイツ』
4. 『フェイク』
5. 『フル・モンティ』
6. 『グッド・ウィル・ハンティング/旅立ち』
7. 『L.A.コンフィデンシャル』
8. 『タイタニック』
9. 『ウワサの真相/ワグ・ザ・ドッグ』
10. 『鳩の翼』

### 部門賞
| 作品賞                                                                         | 監督賞                                                                             |
| ------------------------------------------------------------------------------ | ---------------------------------------------------------------------------------- |
| - 『L.A.コンフィデンシャル』                                                   | - ジェームズ・キャメロン - 『タイタニック』                                        |
| 主演男優賞                                                                     | 主演女優賞                                                                         |
| - ジャック・ニコルソン - 『恋愛小説家』：メルヴィン                            | - ヘレナ・ボナム＝カーター - 『鳩の翼』：ケイト・クロイ                            |
| 助演男優賞                                                                     | 助演女優賞                                                                         |
| - アンソニー・ホプキンス - 『アミスタッド』：ジョン・クィンシー・アダムズ      | - ジョーン・キューザック - 『イン&アウト』：エミリー・モンゴメリー                 |
| 脚本賞                                                                         | 脚色賞                                                                             |
| - ベン・アフレック、マット・デイモン - 『グッド・ウィル・ハンティング/旅立ち』 | - カーティス・ハンソン、ブライアン・ヘルゲランド - 『L.A.コンフィデンシャル』      |
| ドキュメンタリー映画賞                                                         | ファミリー映画賞                                                                   |
| - 『4 Little Girls』                                                           | - 『アナスタシア』                                                                 |
| テレビ映画賞                                                                   | 外国語映画賞                                                                       |
| - 『Don King: Only in America』                                                | - 『Shall we ダンス?』（ 日本）                                                    |
| 子役賞                                                                         | 新人賞                                                                             |
| - ジャーニー・スモレット＝ベル - 『プレイヤー/死の祈り』：イヴ・バティスタ     | - マット・デイモン - 『グッド・ウィル・ハンティング/旅立ち』：ウィル・ハンティング |
| 生涯功労賞                                                                     |                                                                                    |
| - ロバート・ワイズ                                                             |                                                                                    |